# Berom
Die Sprache Berom (ISO-Code bom, auch bezeichnet als afango, berum, birom, cen berom, chenberom, gbang, kibbo, kibbun, kibo, kibyen und shosho) ist eine platoide Sprache, die von etwa 300.000 Menschen im nigerianischen Bundesstaat Plateau und in Teilen von Kaduna (Dialekt nincut) und Bauchi gesprochen wird.
Berom wurde früher einmal als zur südlichen Untergruppe der Plateau-Sprachen zugehörig klassifiziert und bildet jetzt eine besondere Untergruppe der beromischen Sprachen mit zwei weiteren Sprachen, dem Eten [etx] und dem Schall-Zwall [sha], beide aus Nigeria.
Es gibt mehrere Dialekte der Sprache, und zwar gyell-kuru-vwang (ngell-kuru-vwang), fan-foron-heikpang, bachit-gashish, du-ropp-rim, hoss, cen (2.000 Sprecher) und nincut (aboro, boro-aboro; 5.000 Sprecher in 8 Dörfern). Die Sprache selbst leidet unter der Marginalisierung durch die Amtssprache Englisch, welche die einzige Unterrichtssprache des ganzen Landes ist.